# Жуков, Михаил Александрович (менеджер)
Михаил Александрович Жуков (10 июня 1967 года, Москва — 9 февраля 2024 года) — российский менеджер, генеральный директор (2008—2023) и президент компании HeadHunter.

## Биография
Михаил Жуков родился 10 июня 1967 года в Москве.
Высшее образование получил на факультете радиоэлектроники летательных аппаратов Московского авиационного института, окончил институт в 1990 году. Продолжив обучение в 1997 году окончил бизнес-школу МИРБИС при Российском экономическом университете имени Г. В. Плеханова, а затем, в 2000 году, — бизнес-школу IMD в Лозанне (курс Program for Executive Development).
С 1989 года работал в международном хозяйственном объединении «Интератомэнерго». Первая должность — инженер, в 1990 году занял должность менеджера проекта по сборке персональных компьютеров. В 1992 году перешёл на управляющую работу в московский офис Soft-Tronic GmbH. В 1994 году стал сотрудником компании IBS Информационные Бизнес Системы) и до 1998 года возглавлял дивизион сетевых решений компании. В 1998 году получил пост заместителя генерального директора организации. С 2003 по 2006 год работал старшим управляющим ООО «Гелиос Компьютерс». В 2007—2008 годах возглавлял проект и проектный офис в СИБУРе.
В 2008 году стал генеральным директором крупнейшей российской компании интернет-рекрутмента HeadHunter. В 2012 году стал членом совета директоров компании ИТСК (затем — «Газпромнефть-Цифровые решения»), в 2019 году — членом совета директоров HeadHunter, и ещё через три года — ЦИАН.
9 мая 2019 года компания HeadHunter провела публичную продажу своих акций (IPO) на бирже NASDAQ и за 2 дня повысила свою капитализацию на 24 % до 837 млн долларов США 16 сентября того же года капитализация возросла ещё более и превысила 1 млрд долларов. В 2019 году Жуков вошёл в ежегодный «Топ-1000 российских менеджеров» по версии Ассоциации менеджеров и ИД «Коммерсантъ». По мнению главы Министерства цифрового развития, связи и массовых коммуникаций Российской Федерации, Максута Шадаева, Михаил Жуков был одним из самых успешных российских менеджеров, его отличала устремленность и постоянная нацеленность на результат. Специалист и руководитель, сумевший не только вывести свою компанию в число ведущих российских организаций, но и обеспечить ей достойное место на международном рынке. Реализация с его участием ряда сложных проектов изменили IT-отрасль России, а жизнь к лучшему, большей простоте и удобству.
В январе 2023 года Михаил Жуков освободил пост генерального директора HeadHunter и стал президентом компании.
Скончался 9 февраля 2024 года.